# Ferdinand Lepcke
Ferdinand Lepcke, né le 23 mars 1866 à Cobourg, mort le 12 mars 1909 à Berlin, est un sculpteur allemand.

## Quelques œuvres

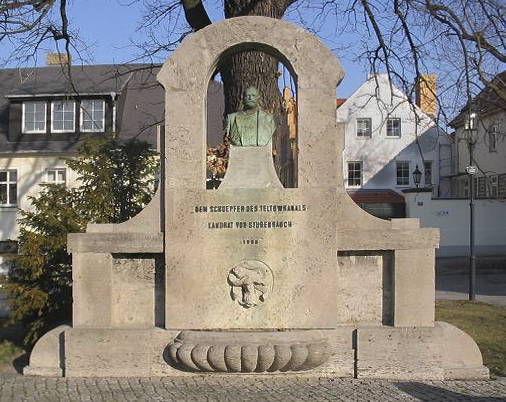
Monument d'Ernst von Stubenrauch à Teltow (Brandebourg), 1908
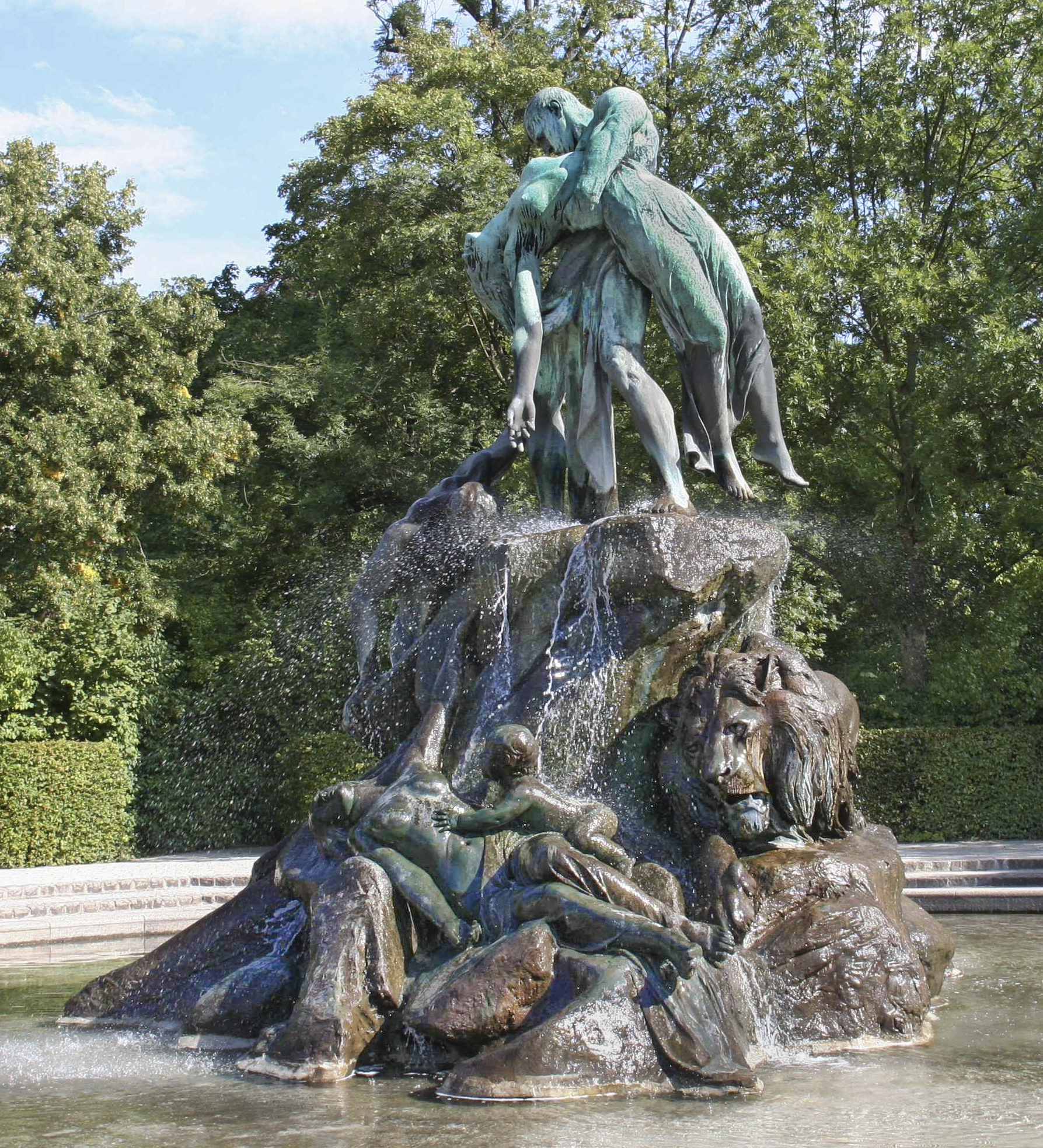
Fontaine du Déluge à la roseraie de Cobourg
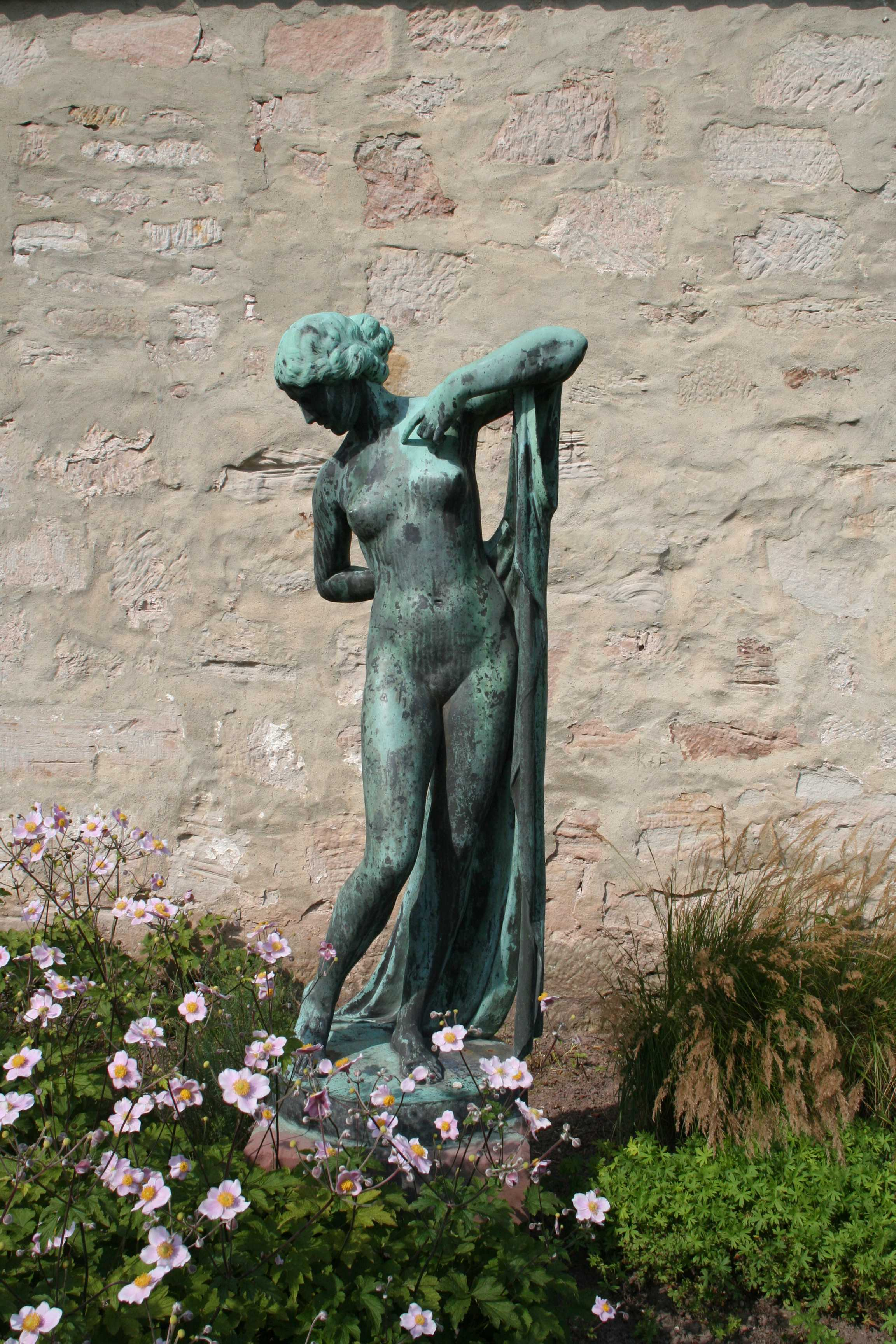
Statue de Phryné dans le parc du château de Cobourg